# ليفينغ ثينغز
ليفينغ ثينغز (بالإنجليزية: Living Things)‏ هو خامس ألبوم ستوديو من إنتاج فرقة لينكين بارك، تم إصداره بواسطة تسجيلات وارنر برذرز وتسجيلات ماشين شوب في العشرين من يونيو 2012 في اليابان، وتم إصداره في بقية أنحاء العالم خلال الأسبوع الذي تلاه. تمت إدارة الإنتاج بواسطة المغني مايك شينودا وريك روبن، وهما من تعاونا على إنتاج الألبومين السابقين للفرقة: «مينتس تو ميدنايت» عام 2007، و«أثاوزند سنز» عام 2010.
أعلنت الفرقة أن الألبوم يتضمن عناصر من الألبومات الأربعة السابقة لإنشاء نغمة جديدة. وأعلن أعضاؤها أيضًا أنهم شعروا مؤخرًا أنهم كانوا في «مكان عائلي» وأنهم «مرتاحون في المكان الخاص بهم الذي يحيط بهم» وذلك بعد سنوات من التجربة التي تمثلت في ألبومي الستوديو السابقين «مينتس تو ميدنايت» و«أثاوزند سنز». اختير أن يكون اسم الألبوم هو «ليفينغ ثينغز» نظرًا لوجود العديد من المواضيع الشخصية في الألبوم. وهو أول ألبوم منذ ميتيورا (2003) لم يحصل على علامة «بارينتال أدفيزوري».

## روابط خارجية
- ليفينغ ثينغز على موقع أول موفي (الإنجليزية)